# Volta ao Luxemburgo de 2021
A 81.ª edição da Volta ao Luxemburgo foi uma corrida de ciclismo de estrada por etapas que decorreu entre 14 e 18 de setembro de 2021 com início e final na cidade de Luxemburgo no Luxemburgo. O percurso consta de um total de 5 etapas sobre uma distância total de 724,5 km.
A corrida faz parte do circuito UCI ProSeries de 2021 dentro da categoria 2.pro.

## Equipas participantes
Tomaram parte na corrida 21 equipas, dos quais 8 foram de categoria UCI WorldTeam, 12 de categoria UCI ProTeam e 1 de categoria Continental, quem conformaram um pelotão de 126 ciclistas. As equipas participantes foram:
| Equipes WorldTeam (8)- UAE Team Emirates - AG2R Citroën Team - Cofidis - Deceuninck-Quick Step - Groupama-FDJ - Lotto Soudal - Team BikeExchange - Trek-Segafredo Equipes ProTeam (12)- Alpecin-Fenix - B&B Hotels p/b KTM - Bingoal Pauwels Sauces WB - Burgos-BH - Caja Rural-Seguros RGA - Delko - Sport Vlaanderen-Baloise - Rally Cycling - Arkéa-Samsic - TotalEnergies - Uno-X Pro Cycling Team - Vini Zabù Equipe Continental- Leopard |
| |

## Etapas
| Etapa | Data    | Percurso                  | type                      | Distância (km) | Elevação (m) | Vencedor        | Líder geral  |
| ----- | ------- | ------------------------- | ------------------------- | -------------- | ------------ | --------------- | ------------ |
| 1     | 14 set. | Luxemburgo – Luxemburgo   | etapa escarpada           | 140            | 2 004 m      | João Almeida    | João Almeida |
| 2     | 15 set. | Steinfort – Eschdorf      | etapa escarpada           | 186,1          | 3 302 m      | Marc Hirschi    | Marc Hirschi |
| 3     | 16 set. | Mondorf-les-Bains – Mamer | média montanha            | 189,3          | 2 433 m      | Sacha Modolo    | Marc Hirschi |
| 4     | 17 set. | Dudelange – Dudelange     | contrarrelógio individual | 25,4           | 287 m        | Mattia Cattaneo | João Almeida |
| 5     | 18 set. | Mersch – Luxemburgo       | etapa escarpada           | 183,7          | 3 298 m      | David Gaudu     | João Almeida |

## Desenvolvimento da corrida

### 1.ª etapa
| Luxemburgo - Luxemburgo | etapa escarpada | (140 km) |

| \| Classificação por etapas \| Classificação por etapas \| Classificação por etapas \| Classificação por etapas \| Classificação por etapas \| \| Ciclista \| Ciclista \| Equipe \| Tempo \| \| \| ------------------------ \| ------------------------ \| ------------------------ \| ------------------------ \| ------------------------ \| \| 1. \| João Almeida \| Deceuninck-Quick Step \| 3h16m09s \| \| \| 2. \| Bauke Mollema \| Trek-Segafredo \| + 0s \| \| \| 3. \| Marc Hirschi \| UAE Team Emirates \| + 0s \| \| \| 4. \| Clément Champoussin \| AG2R Citroën Team \| + 0s \| \| \| 5. \| Nairo Quintana \| Arkéa-Samsic \| + 0s \| \| \| 6. \| Jesús Herrada \| Cofidis \| + 0s \| \| \| 7. \| David Gaudu \| Groupama-FDJ \| + 0s \| \| \| 8. \| Andrea Vendrame \| AG2R Citroën Team \| + 0s \| \| \| 9. \| Thibaut Pinot \| Groupama-FDJ \| + 0s \| \| \| 10. \| Kobe Goossens \| Lotto-Soudal \| + 0s \| \| |                     |                       |          |
| |                     |                       |          |
| Fonte: ProCyclingStats |                     |                       |          |
| Classificação por etapas |                     |                       |          |
| Ciclista | Ciclista            | Equipe                | Tempo    |
| 1. | João Almeida        | Deceuninck-Quick Step | 3h16m09s |
| 2. | Bauke Mollema       | Trek-Segafredo        | + 0s     |
| 3. | Marc Hirschi        | UAE Team Emirates     | + 0s     |
| 4. | Clément Champoussin | AG2R Citroën Team     | + 0s     |
| 5. | Nairo Quintana      | Arkéa-Samsic          | + 0s     |
| 6. | Jesús Herrada       | Cofidis               | + 0s     |
| 7. | David Gaudu         | Groupama-FDJ          | + 0s     |
| 8. | Andrea Vendrame     | AG2R Citroën Team     | + 0s     |
| 9. | Thibaut Pinot       | Groupama-FDJ          | + 0s     |
| 10. | Kobe Goossens       | Lotto-Soudal          | + 0s     |

| \| Classificação geral \| Classificação geral \| Classificação geral \| Classificação geral \| Classificação geral \| \| Ciclista \| Ciclista \| Equipe \| Tempo \| \| \| ------------------- \| ------------------- \| --------------------- \| ------------------- \| ------------------- \| \| 1. \| João Almeida \| Deceuninck-Quick Step \| 3h15m59s \| \| \| 2. \| Bauke Mollema \| Trek-Segafredo \| + 4s \| \| \| 3. \| Marc Hirschi \| UAE Team Emirates \| + 6s \| \| \| 4. \| Clément Champoussin \| AG2R Citroën Team \| + 10s \| \| \| 5. \| Nairo Quintana \| Arkéa-Samsic \| + 10s \| \| \| 6. \| Jesús Herrada \| Cofidis \| + 10s \| \| \| 7. \| David Gaudu \| Groupama-FDJ \| + 10s \| \| \| 8. \| Andrea Vendrame \| AG2R Citroën Team \| + 10s \| \| \| 9. \| Thibaut Pinot \| Groupama-FDJ \| + 10s \| \| \| 10. \| Kobe Goossens \| Lotto-Soudal \| + 10s \| \| |                     |                       |          |
| |                     |                       |          |
| Fonte: ProCyclingStats |                     |                       |          |
| Classificação geral |                     |                       |          |
| Ciclista | Ciclista            | Equipe                | Tempo    |
| 1. | João Almeida        | Deceuninck-Quick Step | 3h15m59s |
| 2. | Bauke Mollema       | Trek-Segafredo        | + 4s     |
| 3. | Marc Hirschi        | UAE Team Emirates     | + 6s     |
| 4. | Clément Champoussin | AG2R Citroën Team     | + 10s    |
| 5. | Nairo Quintana      | Arkéa-Samsic          | + 10s    |
| 6. | Jesús Herrada       | Cofidis               | + 10s    |
| 7. | David Gaudu         | Groupama-FDJ          | + 10s    |
| 8. | Andrea Vendrame     | AG2R Citroën Team     | + 10s    |
| 9. | Thibaut Pinot       | Groupama-FDJ          | + 10s    |
| 10. | Kobe Goossens       | Lotto-Soudal          | + 10s    |

### 2.ª etapa
| Steinfort - Eschdorf | etapa escarpada | (186,1 km) |

| \| Classificação por etapas \| Classificação por etapas \| Classificação por etapas \| Classificação por etapas \| Classificação por etapas \| \| Ciclista \| Ciclista \| Equipe \| Tempo \| \| \| ------------------------ \| ------------------------ \| ------------------------ \| ------------------------ \| ------------------------ \| \| 1. \| Marc Hirschi \| UAE Team Emirates \| 4h45m12s \| \| \| 2. \| João Almeida \| Deceuninck-Quick Step \| + 8s \| \| \| 3. \| David Gaudu \| Groupama-FDJ \| + 8s \| \| \| 4. \| Davide Formolo \| UAE Team Emirates \| + 8s \| \| \| 5. \| David de la Cruz \| UAE Team Emirates \| + 8s \| \| \| 6. \| Thibaut Pinot \| Groupama-FDJ \| + 8s \| \| \| 7. \| Pierre Latour \| TotalEnergies \| + 20s \| \| \| 8. \| Sébastien Reichenbach \| Groupama-FDJ \| + 20s \| \| \| 9. \| Nairo Quintana \| Arkéa-Samsic \| + 20s \| \| \| 10. \| Clément Champoussin \| AG2R Citroën Team \| + 20s \| \| |                       |                       |          |
| |                       |                       |          |
| Fonte: ProCyclingStats |                       |                       |          |
| Classificação por etapas |                       |                       |          |
| Ciclista | Ciclista              | Equipe                | Tempo    |
| 1. | Marc Hirschi          | UAE Team Emirates     | 4h45m12s |
| 2. | João Almeida          | Deceuninck-Quick Step | + 8s     |
| 3. | David Gaudu           | Groupama-FDJ          | + 8s     |
| 4. | Davide Formolo        | UAE Team Emirates     | + 8s     |
| 5. | David de la Cruz      | UAE Team Emirates     | + 8s     |
| 6. | Thibaut Pinot         | Groupama-FDJ          | + 8s     |
| 7. | Pierre Latour         | TotalEnergies         | + 20s    |
| 8. | Sébastien Reichenbach | Groupama-FDJ          | + 20s    |
| 9. | Nairo Quintana        | Arkéa-Samsic          | + 20s    |
| 10. | Clément Champoussin   | AG2R Citroën Team     | + 20s    |

| \| Classificação geral \| Classificação geral \| Classificação geral \| Classificação geral \| Classificação geral \| \| Ciclista \| Ciclista \| Equipe \| Tempo \| \| \| ------------------- \| ------------------- \| --------------------- \| ------------------- \| ------------------- \| \| 1. \| Marc Hirschi \| UAE Team Emirates \| 8h01m06s \| \| \| 2. \| João Almeida \| Deceuninck-Quick Step \| + 4s \| \| \| 3. \| David Gaudu \| Groupama-FDJ \| + 19s \| \| \| 4. \| Thibaut Pinot \| Groupama-FDJ \| + 23s \| \| \| 5. \| David de la Cruz \| UAE Team Emirates \| + 23s \| \| \| 6. \| Davide Formolo \| UAE Team Emirates \| + 23s \| \| \| 7. \| Nairo Quintana \| Arkéa-Samsic \| + 33s \| \| \| 8. \| Bauke Mollema \| Trek-Segafredo \| + 35s \| \| \| 9. \| Clément Champoussin \| AG2R Citroën Team \| + 35s \| \| \| 10. \| Jesús Herrada \| Cofidis \| + 35s \| \| |                     |                       |          |
| |                     |                       |          |
| Fonte: ProCyclingStats |                     |                       |          |
| Classificação geral |                     |                       |          |
| Ciclista | Ciclista            | Equipe                | Tempo    |
| 1. | Marc Hirschi        | UAE Team Emirates     | 8h01m06s |
| 2. | João Almeida        | Deceuninck-Quick Step | + 4s     |
| 3. | David Gaudu         | Groupama-FDJ          | + 19s    |
| 4. | Thibaut Pinot       | Groupama-FDJ          | + 23s    |
| 5. | David de la Cruz    | UAE Team Emirates     | + 23s    |
| 6. | Davide Formolo      | UAE Team Emirates     | + 23s    |
| 7. | Nairo Quintana      | Arkéa-Samsic          | + 33s    |
| 8. | Bauke Mollema       | Trek-Segafredo        | + 35s    |
| 9. | Clément Champoussin | AG2R Citroën Team     | + 35s    |
| 10. | Jesús Herrada       | Cofidis               | + 35s    |

### 3.ª etapa
| Mondorf-les-Bains - Mamer | média montanha | (189,3 km) |

| \| Classificação por etapas \| Classificação por etapas \| Classificação por etapas \| Classificação por etapas \| Classificação por etapas \| \| Ciclista \| Ciclista \| Equipe \| Tempo \| \| \| ------------------------ \| ------------------------ \| ------------------------ \| ------------------------ \| ------------------------ \| \| 1. \| Sacha Modolo \| Alpecin-Fenix \| 4h17m47s \| \| \| 2. \| Benoît Cosnefroy \| AG2R Citroën Team \| + 0s \| \| \| 3. \| Eduard-Michael Grosu \| Delko \| + 0s \| \| \| 4. \| Edvald Boasson Hagen \| TotalEnergies \| + 0s \| \| \| 5. \| Andrea Vendrame \| AG2R Citroën Team \| + 0s \| \| \| 6. \| Clément Champoussin \| AG2R Citroën Team \| + 0s \| \| \| 7. \| Arne Marit \| Sport Vlaanderen-Baloise \| + 0s \| \| \| 8. \| Franck Bonnamour \| B&B Hotels p/b KTM \| + 0s \| \| \| 9. \| Manuel Peñalver \| Burgos-BH \| + 0s \| \| \| 10. \| Arvid de Kleijn \| Rally Cycling \| + 0s \| \| |                      |                          |          |
| |                      |                          |          |
| Fonte: ProCyclingStats |                      |                          |          |
| Classificação por etapas |                      |                          |          |
| Ciclista | Ciclista             | Equipe                   | Tempo    |
| 1. | Sacha Modolo         | Alpecin-Fenix            | 4h17m47s |
| 2. | Benoît Cosnefroy     | AG2R Citroën Team        | + 0s     |
| 3. | Eduard-Michael Grosu | Delko                    | + 0s     |
| 4. | Edvald Boasson Hagen | TotalEnergies            | + 0s     |
| 5. | Andrea Vendrame      | AG2R Citroën Team        | + 0s     |
| 6. | Clément Champoussin  | AG2R Citroën Team        | + 0s     |
| 7. | Arne Marit           | Sport Vlaanderen-Baloise | + 0s     |
| 8. | Franck Bonnamour     | B&B Hotels p/b KTM       | + 0s     |
| 9. | Manuel Peñalver      | Burgos-BH                | + 0s     |
| 10. | Arvid de Kleijn      | Rally Cycling            | + 0s     |

| \| Classificação geral \| Classificação geral \| Classificação geral \| Classificação geral \| Classificação geral \| \| Ciclista \| Ciclista \| Equipe \| Tempo \| \| \| ------------------- \| ------------------- \| --------------------- \| ------------------- \| ------------------- \| \| 1. \| Marc Hirschi \| UAE Team Emirates \| 12h18m53s \| \| \| 2. \| João Almeida \| Deceuninck-Quick Step \| + 4s \| \| \| 3. \| David Gaudu \| Groupama-FDJ \| + 19s \| \| \| 4. \| Thibaut Pinot \| Groupama-FDJ \| + 23s \| \| \| 5. \| David de la Cruz \| UAE Team Emirates \| + 23s \| \| \| 6. \| Davide Formolo \| UAE Team Emirates \| + 23s \| \| \| 7. \| Nairo Quintana \| Arkéa-Samsic \| + 33s \| \| \| 8. \| Clément Champoussin \| AG2R Citroën Team \| + 35s \| \| \| 9. \| Jesús Herrada \| Cofidis \| + 35s \| \| \| 10. \| Pierre Latour \| TotalEnergies \| + 35s \| \| |                     |                       |           |
| |                     |                       |           |
| Fonte: ProCyclingStats |                     |                       |           |
| Classificação geral |                     |                       |           |
| Ciclista | Ciclista            | Equipe                | Tempo     |
| 1. | Marc Hirschi        | UAE Team Emirates     | 12h18m53s |
| 2. | João Almeida        | Deceuninck-Quick Step | + 4s      |
| 3. | David Gaudu         | Groupama-FDJ          | + 19s     |
| 4. | Thibaut Pinot       | Groupama-FDJ          | + 23s     |
| 5. | David de la Cruz    | UAE Team Emirates     | + 23s     |
| 6. | Davide Formolo      | UAE Team Emirates     | + 23s     |
| 7. | Nairo Quintana      | Arkéa-Samsic          | + 33s     |
| 8. | Clément Champoussin | AG2R Citroën Team     | + 35s     |
| 9. | Jesús Herrada       | Cofidis               | + 35s     |
| 10. | Pierre Latour       | TotalEnergies         | + 35s     |

### 4.ª etapa
| Dudelange - Dudelange | contrarrelógio individual | (25,4 km) |

| \| Classificação por etapas \| Classificação por etapas \| Classificação por etapas \| Classificação por etapas \| Classificação por etapas \| \| Ciclista \| Ciclista \| Equipe \| Tempo \| \| \| ------------------------ \| ------------------------ \| ------------------------ \| ------------------------ \| ------------------------ \| \| 1. \| Mattia Cattaneo \| Deceuninck-Quick Step \| 30m53s \| \| \| 2. \| João Almeida \| Deceuninck-Quick Step \| + 2s \| \| \| 3. \| Mattias Skjelmose \| Trek-Segafredo \| + 26s \| \| \| 4. \| David de la Cruz \| UAE Team Emirates \| + 35s \| \| \| 5. \| Pierre Latour \| TotalEnergies \| + 38s \| \| \| 6. \| Marc Hirschi \| UAE Team Emirates \| + 49s \| \| \| 7. \| Jack Bauer \| BikeExchange \| + 50s \| \| \| 8. \| Harry Sweeny \| Lotto-Soudal \| + 55s \| \| \| 9. \| Antonio Tiberi \| Trek-Segafredo \| + 55s \| \| \| 10. \| Vincenzo Nibali \| Trek-Segafredo \| + 57s \| \| |                   |                       |        |
| |                   |                       |        |
| Fonte: ProCyclingStats |                   |                       |        |
| Classificação por etapas |                   |                       |        |
| Ciclista | Ciclista          | Equipe                | Tempo  |
| 1. | Mattia Cattaneo   | Deceuninck-Quick Step | 30m53s |
| 2. | João Almeida      | Deceuninck-Quick Step | + 2s   |
| 3. | Mattias Skjelmose | Trek-Segafredo        | + 26s  |
| 4. | David de la Cruz  | UAE Team Emirates     | + 35s  |
| 5. | Pierre Latour     | TotalEnergies         | + 38s  |
| 6. | Marc Hirschi      | UAE Team Emirates     | + 49s  |
| 7. | Jack Bauer        | BikeExchange          | + 50s  |
| 8. | Harry Sweeny      | Lotto-Soudal          | + 55s  |
| 9. | Antonio Tiberi    | Trek-Segafredo        | + 55s  |
| 10. | Vincenzo Nibali   | Trek-Segafredo        | + 57s  |

| \| Classificação geral \| Classificação geral \| Classificação geral \| Classificação geral \| Classificação geral \| \| Ciclista \| Ciclista \| Equipe \| Tempo \| \| \| ------------------- \| ------------------- \| --------------------- \| ------------------- \| ------------------- \| \| 1. \| João Almeida \| Deceuninck-Quick Step \| 12h49m51s \| \| \| 2. \| Marc Hirschi \| UAE Team Emirates \| + 43s \| \| \| 3. \| Mattia Cattaneo \| Deceuninck-Quick Step \| + 50s \| \| \| 4. \| David de la Cruz \| UAE Team Emirates \| + 52s \| \| \| 5. \| Pierre Latour \| TotalEnergies \| + 1m07s \| \| \| 6. \| Thibaut Pinot \| Groupama-FDJ \| + 1m21s \| \| \| 7. \| David Gaudu \| Groupama-FDJ \| + 1m21s \| \| \| 8. \| Vincenzo Nibali \| Trek-Segafredo \| + 1m32s \| \| \| 9. \| Davide Formolo \| UAE Team Emirates \| + 1m36s \| \| \| 10. \| Jesús Herrada \| Cofidis \| + 1m37s \| \| |                  |                       |           |
| |                  |                       |           |
| Fonte: ProCyclingStats |                  |                       |           |
| Classificação geral |                  |                       |           |
| Ciclista | Ciclista         | Equipe                | Tempo     |
| 1. | João Almeida     | Deceuninck-Quick Step | 12h49m51s |
| 2. | Marc Hirschi     | UAE Team Emirates     | + 43s     |
| 3. | Mattia Cattaneo  | Deceuninck-Quick Step | + 50s     |
| 4. | David de la Cruz | UAE Team Emirates     | + 52s     |
| 5. | Pierre Latour    | TotalEnergies         | + 1m07s   |
| 6. | Thibaut Pinot    | Groupama-FDJ          | + 1m21s   |
| 7. | David Gaudu      | Groupama-FDJ          | + 1m21s   |
| 8. | Vincenzo Nibali  | Trek-Segafredo        | + 1m32s   |
| 9. | Davide Formolo   | UAE Team Emirates     | + 1m36s   |
| 10. | Jesús Herrada    | Cofidis               | + 1m37s   |

### 5.ª etapa
| Mersch - Luxemburgo | etapa escarpada | (183,7 km) |

| \| Classificação por etapas \| Classificação por etapas \| Classificação por etapas \| Classificação por etapas \| Classificação por etapas \| \| Ciclista \| Ciclista \| Equipe \| Tempo \| \| \| ------------------------ \| ------------------------ \| ------------------------ \| ------------------------ \| ------------------------ \| \| 1. \| David Gaudu \| Groupama-FDJ \| 4h30m59s \| \| \| 2. \| João Almeida \| Deceuninck-Quick Step \| + 0s \| \| \| 3. \| Pierre Latour \| TotalEnergies \| + 0s \| \| \| 4. \| Marc Hirschi \| UAE Team Emirates \| + 0s \| \| \| 5. \| Benoît Cosnefroy \| AG2R Citroën Team \| + 0s \| \| \| 6. \| Alex Kirsch \| Trek-Segafredo \| + 0s \| \| \| 7. \| Fausto Masnada \| Deceuninck-Quick Step \| + 0s \| \| \| 8. \| Clément Champoussin \| AG2R Citroën Team \| + 0s \| \| \| 9. \| Jesús Herrada \| Cofidis \| + 0s \| \| \| 10. \| Oier Lazkano \| Caja Rural-Seguros RGA \| + 0s \| \| |                     |                        |          |
| |                     |                        |          |
| Fonte: ProCyclingStats |                     |                        |          |
| Classificação por etapas |                     |                        |          |
| Ciclista | Ciclista            | Equipe                 | Tempo    |
| 1. | David Gaudu         | Groupama-FDJ           | 4h30m59s |
| 2. | João Almeida        | Deceuninck-Quick Step  | + 0s     |
| 3. | Pierre Latour       | TotalEnergies          | + 0s     |
| 4. | Marc Hirschi        | UAE Team Emirates      | + 0s     |
| 5. | Benoît Cosnefroy    | AG2R Citroën Team      | + 0s     |
| 6. | Alex Kirsch         | Trek-Segafredo         | + 0s     |
| 7. | Fausto Masnada      | Deceuninck-Quick Step  | + 0s     |
| 8. | Clément Champoussin | AG2R Citroën Team      | + 0s     |
| 9. | Jesús Herrada       | Cofidis                | + 0s     |
| 10. | Oier Lazkano        | Caja Rural-Seguros RGA | + 0s     |

## Classificações finais
- As classificações finalizaram da seguinte forma:[2]

### Classificação geral
| \| Classificação geral \| Classificação geral \| Classificação geral \| Classificação geral \| Classificação geral \| \| Ciclista \| Ciclista \| Equipe \| Tempo \| \| \| ------------------- \| ------------------- \| --------------------- \| ------------------- \| ------------------- \| \| 1. \| João Almeida \| Deceuninck-Quick Step \| 17h20m44s \| \| \| 2. \| Marc Hirschi \| UAE Team Emirates \| + 46s \| \| \| 3. \| Mattia Cattaneo \| Deceuninck-Quick Step \| + 1m05s \| \| \| 4. \| David de la Cruz \| UAE Team Emirates \| + 1m09s \| \| \| 5. \| Pierre Latour \| TotalEnergies \| + 1m09s \| \| \| 6. \| David Gaudu \| Groupama-FDJ \| + 1m17s \| \| \| 7. \| Thibaut Pinot \| Groupama-FDJ \| + 1m27s \| \| \| 8. \| Jesús Herrada \| Cofidis \| + 1m43s \| \| \| 9. \| Vincenzo Nibali \| Trek-Segafredo \| + 1m49s \| \| \| 10. \| Davide Formolo \| UAE Team Emirates \| + 1m53s \| \| |                  |                       |           |
| |                  |                       |           |
| Fonte: ProCyclingStats |                  |                       |           |
| Classificação geral |                  |                       |           |
| Ciclista | Ciclista         | Equipe                | Tempo     |
| 1. | João Almeida     | Deceuninck-Quick Step | 17h20m44s |
| 2. | Marc Hirschi     | UAE Team Emirates     | + 46s     |
| 3. | Mattia Cattaneo  | Deceuninck-Quick Step | + 1m05s   |
| 4. | David de la Cruz | UAE Team Emirates     | + 1m09s   |
| 5. | Pierre Latour    | TotalEnergies         | + 1m09s   |
| 6. | David Gaudu      | Groupama-FDJ          | + 1m17s   |
| 7. | Thibaut Pinot    | Groupama-FDJ          | + 1m27s   |
| 8. | Jesús Herrada    | Cofidis               | + 1m43s   |
| 9. | Vincenzo Nibali  | Trek-Segafredo        | + 1m49s   |
| 10. | Davide Formolo   | UAE Team Emirates     | + 1m53s   |

### Classificação por pontos
| Classificação por pontos | Classificação por pontos | Classificação por pontos | Classificação por pontos | Classificação por pontos |
| Ciclista                 | Ciclista                 | Equipe                   | Pontos                   |                          |
| ------------------------ | ------------------------ | ------------------------ | ------------------------ | ------------------------ |
| 1.                       | João Almeida             | Deceuninck-Quick Step    | 68 pts                   |                          |
| 2.                       | Marc Hirschi             | UAE Team Emirates        | 51 pts                   |                          |
| 3.                       | David Gaudu              | Groupama-FDJ             | 38 pts                   |                          |
| 4.                       | Pierre Latour            | TotalEnergies            | 27 pts                   |                          |
| 5.                       | Benoît Cosnefroy         | AG2R Citroën Team        | 25 pts                   |                          |

### Classificação da montanha
| Classificação da montanha | Classificação da montanha | Classificação da montanha | Classificação da montanha | Classificação da montanha |
| Ciclista                  | Ciclista                  | Equipe                    | Pontos                    |                           |
| ------------------------- | ------------------------- | ------------------------- | ------------------------- | ------------------------- |
| 1.                        | Kenny Molly               | Bingoal Pauwels Sauces WB | 42 pts                    |                           |
| 2.                        | Sebastian Schönberger     | B&B Hotels p/b KTM        | 20 pts                    |                           |
| 3.                        | Kenneth Van Rooy          | Sport Vlaanderen-Baloise  | 8 pts                     |                           |
| 4.                        | Ben O'Connor              | AG2R Citroën Team         | 8 pts                     |                           |
| 5.                        | Morten Hulgaard           | Uno-X Pro Cycling Team    | 8 pts                     |                           |

### Classificação dos jovens
| Classificação dos jovens | Classificação dos jovens | Classificação dos jovens | Classificação dos jovens | Classificação dos jovens |
| Ciclista                 | Ciclista                 | Equipe                   | Tempo                    |                          |
| ------------------------ | ------------------------ | ------------------------ | ------------------------ | ------------------------ |
| 1.                       | João Almeida             | Deceuninck-Quick Step    | 17h20m44s                |                          |
| 2.                       | Marc Hirschi             | UAE Team Emirates        | + 46s                    |                          |
| 3.                       | David Gaudu              | Groupama-FDJ             | + 1m17s                  |                          |
| 4.                       | Clément Champoussin      | AG2R Citroën Team        | + 1m57s                  |                          |
| 5.                       | Kobe Goossens            | Lotto-Soudal             | + 2m11s                  |                          |

### Classificação por equipas
| Classificação por equipes | Classificação por equipes | Classificação por equipes | Classificação por equipes |
| Equipe                    | Equipe                    | Tempo                     |                           |
| ------------------------- | ------------------------- | ------------------------- | ------------------------- |
| 1.                        | Deceuninck-Quick Step     | 52h05m48s                 |                           |
| 2.                        | UAE Team Emirates         | + 30s                     |                           |
| 3.                        | Groupama-FDJ              | + 1m08s                   |                           |
| 4.                        | Trek-Segafredo            | + 7m20s                   |                           |
| 5.                        | AG2R Citroën Team         | + 12m07s                  |                           |

## Evolução das classificações
| Etapa                 | Vencedor        | Classificação geral | Classificação por pontos | Classificação da montanha | Classificação dos jovens | Classificação por equipas |
| --------------------- | --------------- | ------------------- | ------------------------ | ------------------------- | ------------------------ | ------------------------- |
| 1.ª                   | João Almeida    | João Almeida        | João Almeida             | Kenny Molly               | João Almeida             | Groupama-FDJ              |
| 2.ª                   | Marc Hirschi    | Marc Hirschi        | João Almeida             | Kenny Molly               | Marc Hirschi             | UAE Emirates              |
| 3.ª                   | Sacha Modolo    | Marc Hirschi        | João Almeida             | Kenny Molly               | Marc Hirschi             | UAE Emirates              |
| 4.ª                   | Mattia Cattaneo | João Almeida        | João Almeida             | Kenny Molly               | João Almeida             | Deceuninck-Quick Step     |
| 5.ª                   |                 |                     |                          |                           |                          |                           |
| Classificações finais |                 |                     |                          |                           |                          |                           |

## UCI World Ranking
O Volta ao Luxemburgo outorgou pontos para o UCI World Ranking para corredores das equipas nas categorias UCI WorldTeam, UCI ProTeam e Continental. As seguintes tabelas são o barómetro de pontuação e os 10 corredores que obtiveram mais pontos:
| Posição             | 1.º | 2.º | 3.º | 4.º | 5.º | 6.º | 7.º | 8.º | 9.º | 10.º | 11.º | 12.º | 13.º | 14.º | 15.º | 16.º-30.º | 31.º-40.º |
| Classificação geral | 200 | 150 | 125 | 100 | 85  | 70  | 60  | 50  | 40  | 35   | 30   | 25   | 20   | 15   | 10   | 5         | 3         |
| Por etapa           | 20  | 10  | 5   |     |     |     |     |     |     |      |      |      |      |      |      |           |           |
| Líder               | 5   |     |     |     |     |     |     |     |     |      |      |      |      |      |      |           |           |

| Classificação |          |        |       |       |       |       |
| Posição       | Ciclista | Equipa | Geral | Etapa | Líder | Total |
| ------------- | -------- | ------ | ----- | ----- | ----- | ----- |
| 1.º           |          |        | 200   |       |       |       |
| 2.º           |          |        | 150   |       |       |       |
| 3.º           |          |        | 125   |       |       |       |
| 4.º           |          |        | 100   |       |       |       |
| 5.º           |          |        | 85    |       |       |       |
| 6.º           |          |        | 70    |       |       |       |
| 7.º           |          |        | 60    |       |       |       |
| 8.º           |          |        | 50    |       |       |       |
| 9.º           |          |        | 40    |       |       |       |
| 10.º          |          |        | 35    |       |       |       |